# 2-Iodethanol
2-Iodethanol ist eine chemische Verbindung aus der Gruppe der Halohydrine.

## Vorkommen

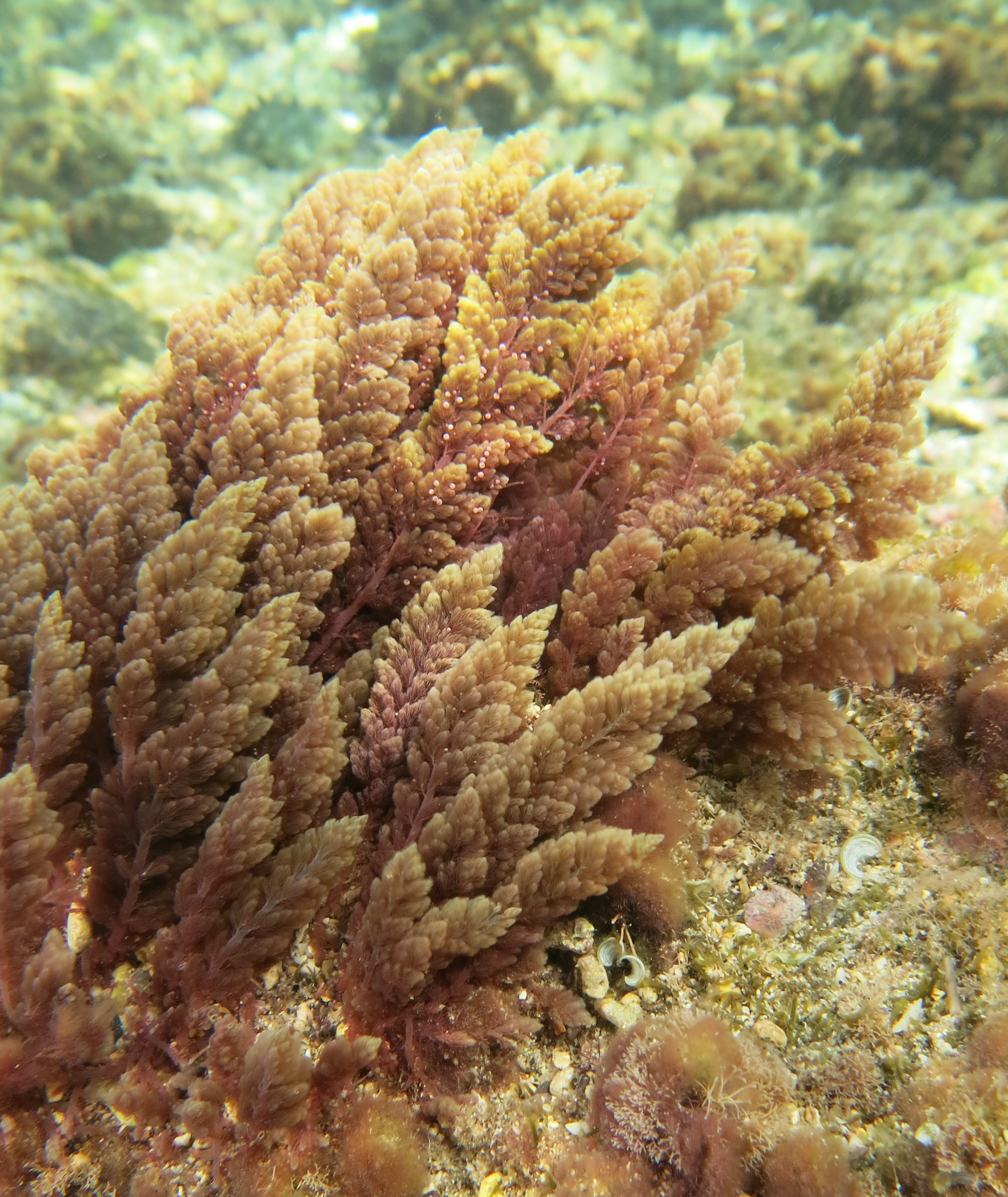
Rotalge Asparagopsis taxiformis

2-Iodethanol wurde in der Rotalge Asparagopsis taxiformis nachgewiesen.

## Gewinnung und Darstellung
Iodethanol kann durch Erhitzen von Natriumiodid mit 2-Chlorethanol in einem Wasserbad hergestellt werden. Zum ersten Mal beschrieben wurde es 1860 von Maxwell Simpson, der es auf ähnliche Weise durch die Reaktion von Ethylenglycol mit Iodwasserstoff unter Kühlung erhielt (Ohne Kühlung wurde stattdessen 1,2-Diiodethan erhalten).

## Eigenschaften
2-Iodethanol ist ein dunkelgelbe Flüssigkeit, die sehr gut löslich in Wasser, Diethylether und Ethanol ist.

## Verwendung
2-Iodethanol kann zur Herstellung von Oxametallacyclen verwendet werden.
Es kann auch für die Synthese anderer Verbindungen, wie 3-(Carboxymethyl)pyrrolidin-2,4-dicarbonsäure, α-Kainsäure, α-Isokainsäure und α-Dihydroallokainsäure verwendet werden.